# مولي تشيك
مولي تشيك (بالإنجليزية: Molly Cheek)‏ هي ممثلة أمريكية، ولدت في 2 مارس 1950 في برونكسفيل في الولايات المتحدة.

## أعمال

### أفلام
- (1999) الفطيرة الأمريكية[5][6][7]
- (2001) الفطيرة الأمريكية 2[8][9][10]
- (2003) زواج أمريكي[11][12][13]
- (2009) اسحبني إلى الجحيم[14][15]
- (2012) لم الشمل الأمريكي[16][17][18]

### مسلسلات
- الفتاة الجديدة
- كولد كيس

## وصلات خارجية
- مولي تشيك على موقع IMDb (الإنجليزية)
- مولي تشيك على موقع ألو سيني (الفرنسية)
- مولي تشيك على موقع أول موفي (الإنجليزية)
- مولي تشيك على موقع قاعدة بيانات الأفلام السويدية (السويدية)
- مولي تشيك على موقع قاعدة بيانات الفيلم (الإنجليزية)
- مولي تشيك على موقع كينوبويسك (الروسية)